# Чарнкув (гмина)
Чарнкув (пол. Czarnków) — сельская гмина (волость) в Польше, входит как административная единица в Чарнковско-Тшчанецкий повет, Великопольское воеводство. Население — 10 769 человек (на 2004 год).

## Сельские округа

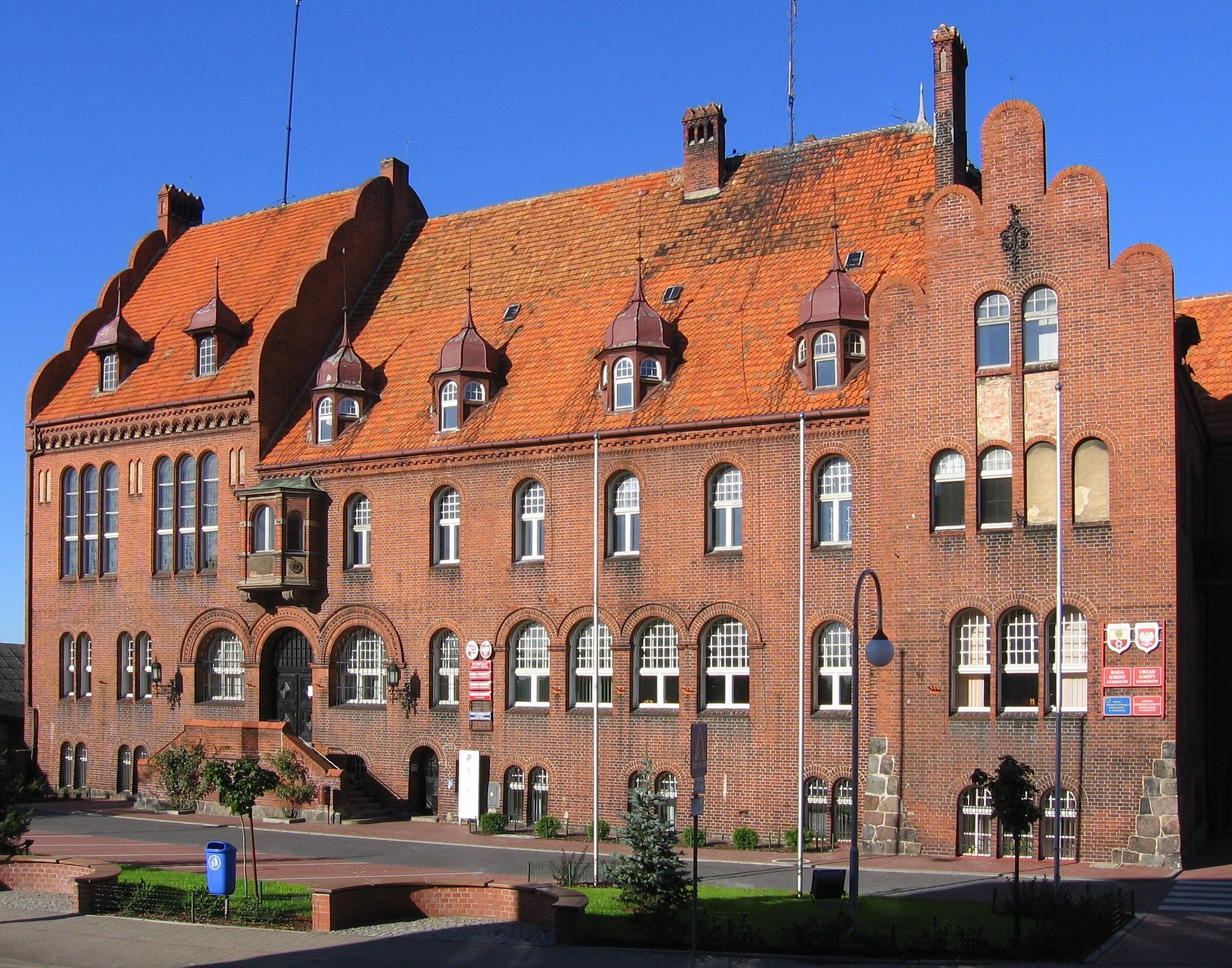
Староство гмины Чарнкув

1. Бжезьно
2. Буковец
3. Бяленжин
4. Вальковице
5. Гаево
6. Гембице
7. Гембичин
8. Гжемпы
9. Гура-над-Нотечён
10. Енджеево
11. Зофьёво
12. Коможево
13. Кузница-Чарнковска
14. Маруново
15. Миколаево
16. Пьянувка
17. Радолинек
18. Радосев
19. Романово-Дольне
20. Романово-Гурне
21. Сарбка
22. Сарбья
23. Смешково
24. Средница
25. Хута
26. Цишково

## Прочие поселения
1. Чёнжынь
2. Горай-Замек
3. Хутка
4. Палишево
5. Соболево

## Соседние гмины
1. Гмина Будзынь
2. Гмина Ходзеж
3. Чарнкув
4. Гмина Любаш
5. Гмина Полаево
6. Гмина Рычивул
7. Гмина Тшчанка
8. Гмина Уйсце
9. Гмина Велень